# 9 Batalion Saperów (1939)
9 batalion saperów (9 bsap) – oddział saperów Wojska Polskiego II RP z okresu kampanii wrześniowej.
Batalion nie występował w pokojowej organizacji wojska. Został sformowany w dniach 23 do 25 marca 1939 przez 6 batalion saperów z Brześcia w alarmie dla 9 Dywizji Piechoty jako jednostka wchodząca w skład mobilizowanych jednostek osłony IX Okręgu Korpusu.

## Struktura i obsada etatowa
Obsada personalna we wrześniu 1939:
Dowództwo batalionu
dowódca – mjr dypl. Witold Bronisław Brzeziński
zastępca dowódcy – kpt. Zygmunt Kłoniecki
- adiutant batalionu – pchor. zaw. Stefan Woysław[a]
- oficer płatnik – ppor. rez. Marian Redo
- oficer żywnościowy – ppor. rez. Marian Hejmaski
- lekarz – ppor. lek. rez. dr. Tobias Gitler[b]
- 1 kompania saperów – por. Otton Lempke
  - dowódca plutonu – ppor. rez. Stanisław Michalak
  - dowódca plutonu – pchor. zaw. Wacław Piekarski
  - dowódca plutonu – pchor. rez. Geniusz
  - szef kompanii – sierż. Kociołek
- 2 kompania saperów – ppor. Stanisław Pawłowski
  - dowódca plutonu – ppor. rez. Wacław Panikowski
  - dowódca plutonu – ppor. rez. Płaczkowski
  - dowódca plutonu – pchor. zaw. Władysław Jaroszewski
- 3 zmotoryzowana kompania saperów – kpt. Bogusław Jaworski
  - dowódca plutonu – ppor. sap. rez. pdsc Stanisław Bolesław Olejnik[c]
  - dowódca plutonu – ppor. rez. Janiszewski
  - dowódca plutonu – pchor. rez. Bednarczyk
  - szef kompanii – st. sierż. Popiel
- kolumna saperska – ppor. sap. Jerzy Pieregut[d]
  - zastępca dowódcy – ppor. rez. Zwierzchowski
- dowódca plutonu przeciwgazowego – ppor. sap. Juliusz Wojewódzki[e]